# 崔準容
崔準容（韓語：최준용，1966年3月7日—）或譯崔俊用、崔俊勇，韓國男演員。

## 演出作品

### 電視劇
- 1998年：SBS《我心蕩漾》
- 2000年：SBS《茱麗葉的男朋友》
- 2000年：MBC《愛上女主播》飾演 裴仁修
- 2000年：MBC《空軍》
- 2001年：MBC《醫家四姐妹》
- 2001年：SBS《Queen》
- 2001年：MBC《悄悄愛上你》
- 2002年：SBS《正在戀愛中》
- 2002年：KBS《一起結婚吧》
- 2002年：SBS《情敵》
- 2003年：SBS《All In 真愛賭注》飾演 朴泰俊
- 2004年：KBS《美麗的誘惑》
- 2004年：KBS《不滅的李舜臣》飾演 李雲龍
- 2005年：MBC《美妙人生》飾演 韓聖弼
- 2005年：SBS《女王的條件》
- 2005年：KBS《奇男怪女》
- 2005年：SBS《愛需要奇蹟》
- 2006年：SBS《愛情與野望》飾演 高東哲
- 2006年：SBS《遊戲女王》飾演 金必旭
- 2007年：SBS《8月下的雪》
- 2008年：MBC《天下絕色朴貞今》
- 2008年：SBS《妻子的誘惑》飾演 具強才
- 2009年：SBS《天使的誘惑》飾演 具強才
- 2009年：KBS《千秋太后》飾演 李玄云
- 2010年：SBS《婦產科女醫生》飾演 尚植的哥哥
- 2010年：SBS《南瓜花純情》飾演 楊廣運
- 2012年：KBS《過山南村2》
- 2012年：SBS《時尚王》飾演 英傑的父親
- 2012年：SBS《追擊者 THE CHASER》飾演 尹昌民
- 2013年：KBS《恩熙》飾演 李白守
- 2014年：KBS《Drama Special－引發騷動的三個離家女子》飾演 允哲
- 2014年：MBC《傲慢與偏見》飾演 吳澤鈞
- 2015年：SBS《龍八夷》
- 2015年：KBS《Drama Special－孩子的爸》飾演 朴太萬
- 2016年：KBS《在天空中的太陽》飾演 李亨玉
- 2016年：JTBC《所羅門的偽證》飾演 崔武成
- 2018年：SBS《善良魔女傳》飾演 孔賢俊

### 電影
- 1996年：《歡喜冤家》
- 2002年：《家族榮譽》
- 2003年：《我的老婆是大佬2》
- 2004年：《兩個壞小子》
- 2004年：《孟父三遷之教》
- 2004年：《非武裝地帶》

## 外部連結
- NAVER